# Рассыпная (посёлок)
Рассыпная — упразднённый посёлок в Заринском районе Алтайского края. На момент упразднения входил в состав Тягунского поссовета. Исключен из учётных данных в 1986 году. 

## География
Располагался на территории так называемой Аламбайской лесной дачи, на левом берегу реки Степной Аламбай вместе впадения в неё рек Рассыпная и Таловка, на расстоянии приблизительно в 7 км (по прямой) к северо-западу от станции Тягун.

## История
Возник в 1940-е годы как посёлок лесозаготовителей Аламбайского леспромхоза. В конце 1940-х на участке были поселены высланные с Кавказа армяне.
Решением Алтайского краевого исполнительного комитета от 11.08.1986 года № 282 посёлок исключен из учётных данных.

## Население
В конце 1940-х годов в посёлке проживало около 50 человек русской национальности.